# Autremencourt
Autremencourt település Franciaországban, Aisne megyében. Lakosainak száma 175 fő (2022. január 1.). Autremencourt Cuirieux, Marle, Montigny-sous-Marle, La Neuville-Bosmont, Toulis-et-Attencourt, Vesles-et-Caumont és Voyenne községekkel határos.

## Népesség
A település népességének változása:
| Lakosok száma | 193  | 149  | 125  | 166  | 177  | 170  | 169  | 173  | 174  | 175  |
|               | 1968 | 1982 | 1990 | 2006 | 2013 | 2015 | 2017 | 2019 | 2020 | 2022 |